# 浪花盃
「浪花盃」（なにわさかずき）は、1986年6月に五木ひろしが発売したシングルである。
マレーシアでは荘学忠によって同名でカヴァーされている。

## 解説
- B面曲「東京水中花」はアルバム「おんな彩」からのシングルカット。

## 収録曲
- 両楽曲共に、作曲：市川昭介

1. 浪花盃（4分25秒）
作詞：石本美由起／編曲：斉藤恒夫
2. 東京水中花（5分13秒） 
作詞：吉岡治／編曲：池多孝春